# Heinrich Rehkemper
Heinrich Rehkemper (nacido en 1894, fallecido en 1949) fue un barítono alemán cuya carrera como cantante de ópera se desarrolló principalmente en Alemania entre la Primera Guerra Mundial y la Segunda Guerra Mundial. La mayor parte de su carrera fue el barítono principal de la Ópera de Múnich.

## Biografía
Rehkemper estudió en Düsseldorf y debutó como cantante de ópera con Die Faschingsfee de Emerich Kálmán en 1919, en Coburgo. A lo largo de los dos años siguientes cantó también allí en Las alegres comadres de Windsor,  de  Nicolai, en Lohengrin, Carmen y Cavalleria rusticana de Mascagni.
Entre 1921 y 1924 fue contratado por la Ópera de Stuttgart, en donde durante tres años interpretó hasta cuarenta roles principales. Al final de este periodo, canceló anticipadamente su contrato y le fue prohibido en consecuencia aparecer en escena hasta el final del mismo. Durante este tiempo desarrollo su repertorio de concierto. Dio recitales de lieder de Schubert, Schumann, Wolf y Mahler: y también interpretó los roles solistas para barítono en la Novena sinfonía de Beethoven y de la Pasión según San Juan de Bach en Viena.
En 1925 volvió a los escenarios de ópera, siendo contratado por la Ópera de Múnich, en la que Hans Knappertsbusch reemplazaba a Bruno Walter. El barítono principal Friedrich Brodersen encontró un digno sucesor en Rehkemper, quien permaneció en Múnich los siguientes dieciocho años. Su repertorio operístico fue extenso. Cantó los papeles de Papageno y tanto el del Conde como el de Figaro, el Guillermo de Cosi fan tutte y Don Giovanni en lo que respecta al repertorio mozartiano; Amfortas, Beckmesser y Donner en El oro del Rin; Macbeth, Posa en Don Carlo y Don Carlo en La forza del destino de Verdi; Marcello en La boheme y Michele en Il tabarro de Puccini; y Malatesta en Don Pasquale, de Donizetti; cantó también en Tiefland de Eugen d'Albert y fue Jokanaan en Salomé (opera), entre otras. 
Cantó raramente fuera de Alemania, en donde apareció como artista invitado en Berlín, Bremen, Darmstadt y Colonia. Después del bombardeo de la Ópera de Múnich en 1943, finalizó su vínculo de tantos años con este teatro.
Rehkemper fue también un importante cantante de lieder, contando con un amplio repertorio incluyendo canciones de Schumann, Schubert, Hugo Wolf, Mahler, Grieg y Richard Strauss. En 1931 dio un recital de lieder de Strauss en Múnich con el mismo compositor al piano. Cantó ciclos de canciones como Winterreise, los Himnos a la noche de Siegmund von Hausegger  y los Lieder eines fahrenden Gesellen y Kindertotenlieder de Mahler, el último de los cuales fue grabado en disco.